# Dimmi che mi ami
Dimmi che mi ami è un EP di Loredana Bertè, pubblicato nel 2002 dalla B&G.

## Descrizione
Nel 2002 la Bertè torna al Festival di Sanremo e la sua nuova casa discografica pubblica un EP a prezzo speciale, contenente il brano in gara al Festival, anche in versione strumentale, unitamente a tre inediti registrati nel 2000 che facevano parte del video Loredasia, girato insieme ad Asia Argento e distribuito solamente via Internet. Questi tre brani verranno successivamente reinseriti in Babybertè.
Malgrado l'artista non la riconosca tra le sue incisioni ufficiali, Dimmi che mi ami riscosse un buon successo commerciale, giungendo al 7º posto in classifica dei singoli.

## Tracce
1. Dimmi che mi ami – 3:24 (testo: Domenico Latino – musica: Philippe Leon, Carmine Tortora)
2. Notti senza luna – 3:37 (testo: Loredana Bertè – musica: Leon)
3. Io ballo da sola – 5:07 (testo: Bertè, Cosimo Cavallo – musica: Cavallo)
4. Mercedes Benz – 5:04 (testo: Bertè – musica: Leon)
5. Dimmi che mi ami (versione strumentale) – 3:25 (musica: Leon, Tortora)

## Formazione
- Loredana Bertè – voce
- Giorgio Cocilovo – chitarra
- Paolo Costa – basso
- Lele Melotti – batteria
- Giovanni Boscariol - tastiere
- Max Costa – tastiera, programmazione